# Dendroforias
Las dendroforias eran unas fiestas que se celebraban en Grecia, principalmente en honor de Dionisos y de Deméter, aunque se extendían a otras divinidades como Apolo, Hécate, las Musas, Silvano y todas aquellas que figuraban en los misterios.
Consistían en llevar en procesión los árboles consagrados a las respectivas divinidades, siendo algunos de ellos probablemente imagen o representación del dios venerado.
Las de Demeter se referían especialmente al mito de la diosa con Atis, y cuando su culto pasó a Roma, se efectuaban el 22 de marzo, y en la procesión que se hacía desde el Capitolio hasta el templo de Ceres, se llevaba un pino que debía ser cortado en primavera adornado con cintas de lana blanca, en recuerdo de que el cadáver de Atis había sido envuelto por la hija del rey Midas con cinta de esta clase. 
Las dendroforias eran igualmente propias del culto a Dionisos, por ser, como Demeter, dios de la vida vegetal, además de protector de la vid y de todos los árboles.